# Nelson-Großzahn-Hirschmaus
Die Nelson-Großzahn-Hirschmaus (Megadontomys nelsoni) ist ein im südlichen Mexiko verbreitetes Nagetier in der Gattung der Thomas-Hirschmäuse. Die Population zählte bis 1989 als Unterart der Thomas-Großzahn-Hirschmaus (Megadontomys thomasi).

## Merkmale
Erwachsene Exemplare erreichen eine Gesamtlänge von 302 bis 318 mm, inklusive eines etwa 170 mm langen Schwanzes und ein Durchschnittsgewicht von 57 g. Die Hinterfüße sind 32 bis 35 mm lang und die Länge der Ohren liegt bei 20 mm. Die etwas langgezogene Schnauze ist kein deutliches Unterscheidungsmerkmal zu anderen Gattungsvertretern. Die Unterschiede liegen eher im genetischen Bereich. Das dunkelbraune Fell der Oberseite wird zu den Flanken hin heller und unterseits ist hellgraues, cremefarbenes oder weißes Fell vorhanden. Dieses Nagetier hat weiße Arme und Beine sowie längliche Hinterfüße. Es besitzt eine schwarze Nase und die Vibrissen sind an den Wurzeln schwarz. Die Zahnformel lautet I 1/1, C 0/0, P 0/0, M 3/3, was 16 Zähne im Gebiss ergibt.

## Verbreitung und Lebensweise
Das Verbreitungsgebiet liegt im südlichen Teil des Gebirges Sierra Madre Oriental in den mexikanischen Bundesstaaten Hidalgo und Veracruz. Es befindet sich auf 2000 bis 3500 Meter Höhe. Die Nelson-Großzahn-Hirschmaus lebt in Wolken- und Nebelwäldern sowie in Wäldern mit Kiefern und Eichen.
Die nachtaktive Art ernährt sich vorwiegend von Pflanzensamen sowie von Pilzsporen. Sie teilt ihr Revier mit der Jico-Hirschmaus, der Jalapa-Wühlmaus (Microtus quasiater), der Schwarzen Hirschmaus (Peromyscus furvus), Peromyscus levipes und der Gelbbraunen Zwergreisratte. Bei Weibchen kommen vermutlich zwischen März und November mehrere Würfe vor. Ein Wurf besteht aus zwei bis drei Neugeborenen.

## Gefährdung
Der Bestand ist durch Waldrodungen und andere Landschaftsveränderungen bedroht. Die Gesamtgröße des Verbreitungsgebiets, das aus getrennten Regionen besteht, liegt etwa bei 500 km². Die IUCN listet die Nelson-Großzahn-Hirschmaus als stark gefährdet (endangered).